# Paniówki

Nieoficjalny herb wsi Paniówki

Paniówki (niem. Klein Paniow) – wieś w Polsce, położona w województwie śląskim, w powiecie gliwickim, w gminie Gierałtowice. Wedle urzędowego podziału terytorialnego kraju, w obrębie Paniówek wyróżniona jest 1 część miejscowości: Borek.
W latach 1975–1998 miejscowość należała administracyjnie do województwa katowickiego.

## Nazwa
Słownik geograficzny Królestwa Polskiego wydany w latach 1880-1902 podaje dwie polskie nazwy miejscowości Paniówek oraz Paniówki, a także niemiecką Paniow Klein. Dokument z 1361 roku, wystawiony przez Kazimierza III Wielkiego wymienia Paniowki in terra Bythomiensis.
Niemiecki nauczyciel i językoznawca amator Heinrich Adamy w swoim dziele o nazwach miejscowości na Śląsku wydanym w 1888 roku we Wrocławiu jako najstarszą nazwę wymienia „Paniow” podając jej znaczenie „Herrschaftlicher Sitz”.

## Położenie
Paniówki sąsiadują z Chudowem, Przyszowicami, Rudą Śląską (dzielnica Halemba), Zabrzem (dzielnica Kończyce) i Mikołowem (dzielnice Borowa Wieś i Paniowy). Znajdują się niemal w centrum Górnośląskiego Okręgu Przemysłowego (GOP-u). Poprzez drogę krajową nr 44 łączą dwa największe miasta regionu Katowice z Gliwicami oraz Knurowem.

## Historia
Paniówki znalazły się w granicach królestwa Czech. Od 1763 po trzech wojnach śląskich pomiędzy Prusami i Austrią znalazły się w granicach Królestwa Prus, a następnie po zjednoczeniu Prus z Niemcami w 1871 w granicach Niemiec.
W 1910 roku w miejscowości mieszkało 1096 mieszkańców z czego 1061 mówiło po polsku, 26 po polsku i niemiecku, a 9 w języku niemieckim. W wyborach komunalnych z listopada 1919 roku wszystkie głosy oddano na listy polskie, które uzyskały wszystkie 12 mandatów. Po podziale Górnego Śląska w 1922 r. Paniówki znalazły się w granicach Polski, w województwie śląskim. Obecnie należą do w gminy Gierałtowice w województwie śląskim.
W okresie międzywojennym w miejscowości stacjonował komisariat Straży Granicznej i placówka II linii SG „Paniówki”.

## Parafia i kościół pw. św. Urbana w Paniówkach

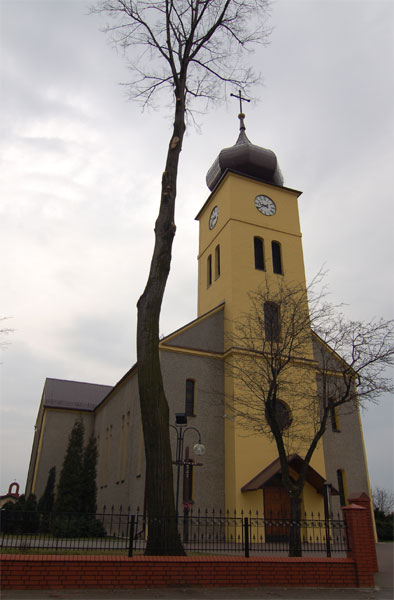
Kościół pw. św. Urbana

Parafia Paniówki istnieje od 1936 roku. Zanim powstała, wierni uczęszczali do kościoła w Paniowach, będącego kościołem filialnym parafii w Bujakowie.
Uroczyste poświęcenie kościoła nastąpiło 26 listopada 1936 roku, zaś 28 grudnia 1945 roku została powołana kuracja Paniówki, do której przyłączono również sąsiednią parafię Chudów. 2 grudnia 1951 roku oddano do użytku plebanię, a w 1990 roku dom pogrzebowy.
W 2016 kościół przeszedł gruntowny remont, w którym między innymi została wymieniona kopuła kościoła, a także zostało przebudowane poddasze i dach

## Edukacja

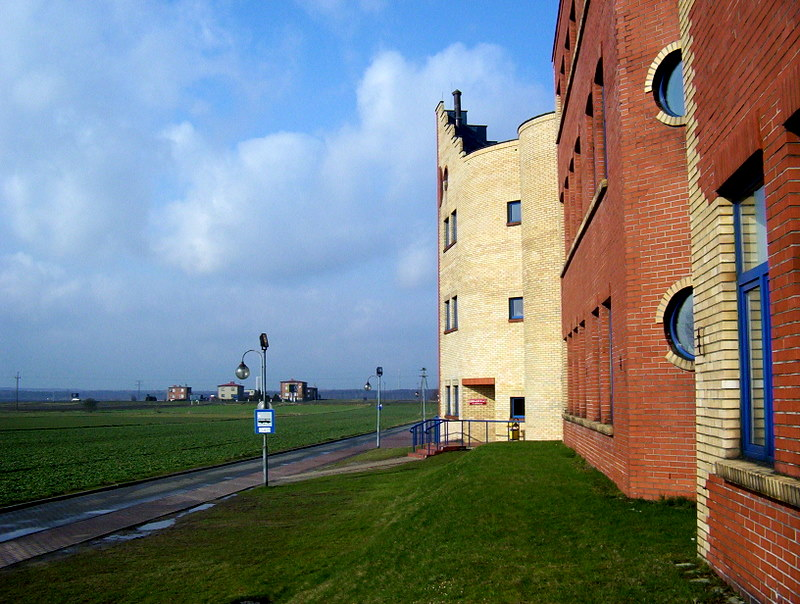
Budynek szkoły w Paniówkach

W Paniówkach działa Publiczna Szkoła Podstawowa.

### Przedszkola
- Przedszkole w Paniówkach

### Szkoły podstawowe
- Zespół Szkolno-Przedszkolny im. Jana Pawła II w Paniówkach

### Inne
Oprócz szkół w Paniówkach znajduje się także świetlica środowiskowa, w której odbywają się zajęcia dla dzieci i młodzieży, m.in. nauka gry na gitarze klasycznej, Klub Malucha, pomoc w nauce i wiele innych. Świetlica znajduje się w niedawno wyremontowanym budynku starej szkoły, w którym znajduje się również filia Gminnej Biblioteki Publicznej, ośrodek zdrowia i biuro sołtysa.

## Turystyka
Przez miejscowość przebiegają następujące szlaki turystyczne:
- – Szlak Okrężny Wokół Gliwic
- – Szlak Krawędziowy GOP
- – Szlak Bohaterów Wieży Spadochronowej

## Zabytki
- Romański kościół pw. św. Urbana
- Budynek szkoły podstawowej i gimnazjum

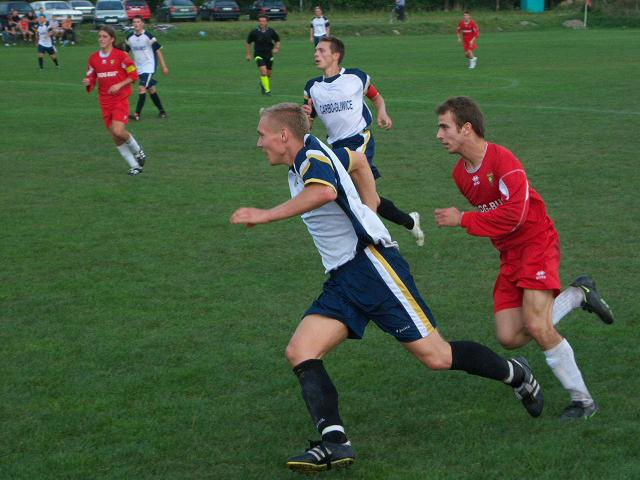
Tempo Paniówki podczas meczu

## Sport i rekreacja

### Pływalnia
W Paniówkach znajduje się Gminna Kryta Pływalnia „Wodnik”. Obiekt został otwarty 18 stycznia 2010 r. Oprócz basenu pływackiego znajdują się tam także: brodzik (o wymiarach 12,5 m x 6 m i głębokości od 0,1 do 1 m), tunel wodny, zjeżdżalnia wodna (o długości 63 m), 4 wanny spa, grota solna oraz gabinet „AquaSpa”.

### LKS Tempo Paniówki
W Paniówkach działa Ludowy Klub Sportowy Tempo Paniówki grający obecnie (sezon 2023/2024) w klasie okręgowej, gr. śląskiej I oraz 2. drużyna grająca w sezonie 2023/2024 klasie C. Dodatkowo klub posiada sekcję mieszanych sztuk walk oraz fitnessu.

#### Klub
- Pełna nazwa: Ludowy Klub Sportowy Tempo Paniówki – LKS Tempo Paniówki
- Liga: klasa okręgowa – 1. drużyna, klasa C – 2. drużyna

- Rok założenia: 1920
- Adres: ul. Dworska 31

#### Władze

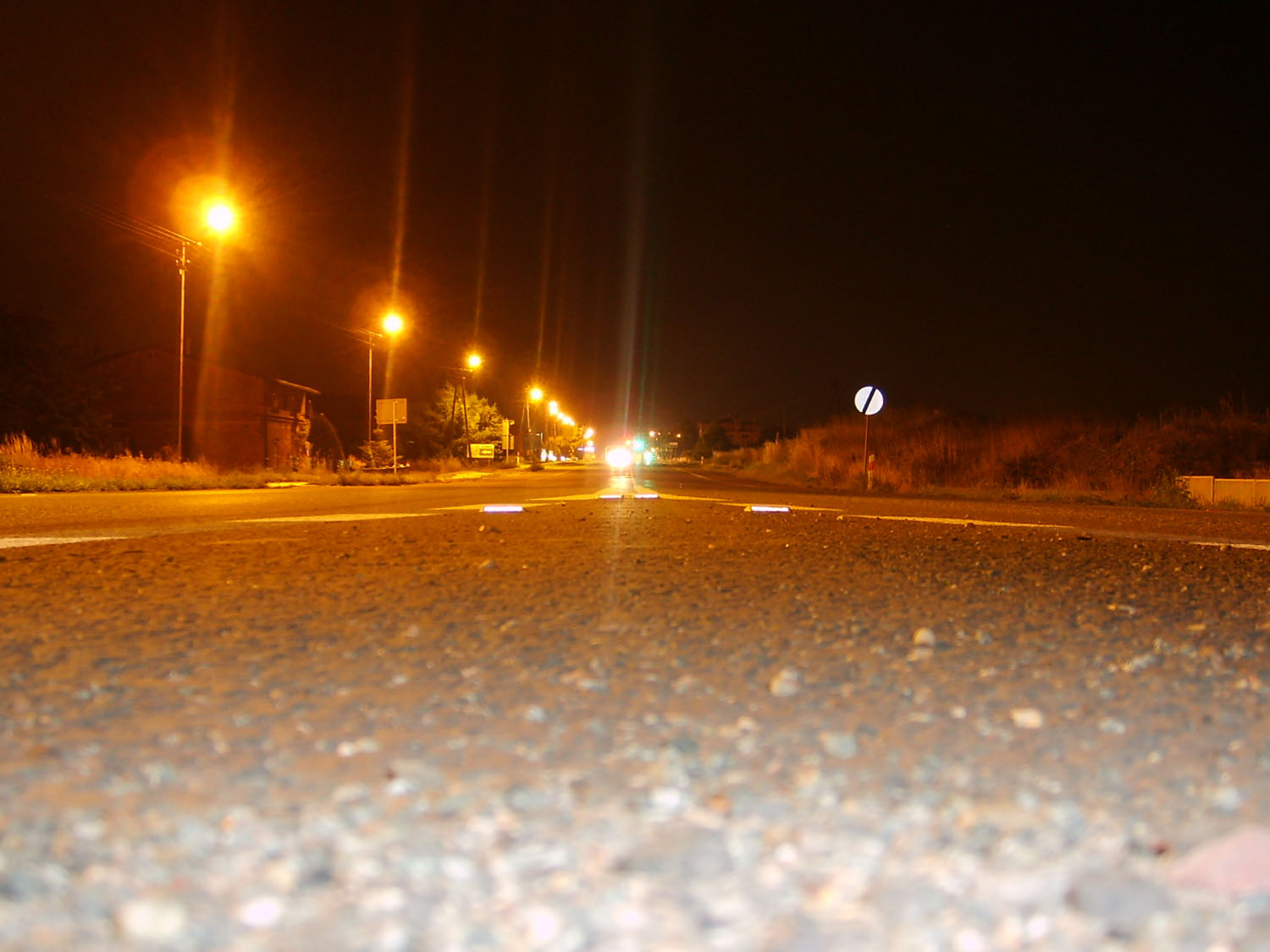
Ulica Gliwicka w Paniówkach nocą

- Prezes: Adam Hirsz
- Trener 1: Dawid Dybcio

## Komunikacja i transport

### Tranzyt
Przez Paniówki przechodzi droga krajowa nr 44. W bardzo niewielkiej odległości od miejscowości znajdują się dwa zjazdy na autostradę A4, w tym węzeł Sośnica, z którego można zjechać także na autostradę A1.

### Komunikacja
Dzięki dobrej komunikacji drogowej miejscowość ma łatwy dostęp do kilku większych miast w okolicy, m.in. Gliwic, Katowic, Zabrza i Mikołowa.
Przez Paniówki przejeżdżają autobusy sieci ZTM (linie 41, 120, 669, 647, M18).